# سولونا سامی
سولونا سامی (به انگلیسی: Soluna Samay) (زاده ۲۷ اوت ۱۹۹۰) خواننده دانمارکی است.
او در مسابقه آواز یوروویژن ۲۰۱۲، نمایندهٔ دانمارک بود.